# Jonas Auer
Jonas Antonius Auer (* 5. srpna 2000, Rakousko), je rakouský fotbalový záložník a mládežnický reprezentant, který v roce 2018 přestoupil z týmu SKN St. Pölten do SK Slavia Praha. Jeho 1. start za SK Slavia Praha byl v lednu 2018 proti Viktorii Žižkov na hřišti FK Slavoj Vyšehrad, a dal jeho 1. gól za Slavii. Momentálně hraje v Mladé Boleslavi.